# 清水服務區
清水服務區是臺灣的一個國道服務區，座落在臺中市清水區，位於福爾摩沙高速公路上，里程為172.6k，是福爾摩沙高速公路自基隆起點以來第三個服務區，南北共站，經營廠商為統一超商股份有限公司。由於清水服務區位於國道三號南來北往的中間點，又可觀賞台中港的海景及梧棲與清水的夜景，所以近年來在台灣13個服務區的營運排名為第一名，在台灣的高速公路界有著「中清水」的美譽。但由於清水服務區每天旅客眾多，車輛停靠休息僅以45分鐘為限，出口處設有24小時便捷台灣中油直營加油站。並設有電話預約制的駕駛人休息室，讓駕駛人可短暫睡眠，以避免疲勞駕駛釀成事故。
2008年8月之前，經營廠商為南仁湖企業股份有限公司。
2008年9月－2024年2月29日，經營廠商改為新東陽股份有限公司。
2024年3月1日起，由統一超商股份有限公司取得經營權，改裝後於同年11月起試營運、12月正式營運。

## 基本資料
- 位置：福爾摩沙高速公路172K+600處
- 地址：台中市清水區吳厝里七鄰吳厝二街87號
- 營運廠商：統一超商股份有限公司
- 停車位

- 小型車：737位（含小型車709位、無障礙專用停車位：14車位、孕婦及育有六歲以下兒童者車位：14車位）
- 大型車：大客車停車位32位、聯結車停車位31位、大貨車停車位66位

- 公廁兩座（24小時開放，免費提供衛生紙及洗手乳）

- 男廁小便池156個、馬桶隔間40間（蹲式30間、坐式10間）
- 女廁隔間132間（蹲式98間、坐式34間）

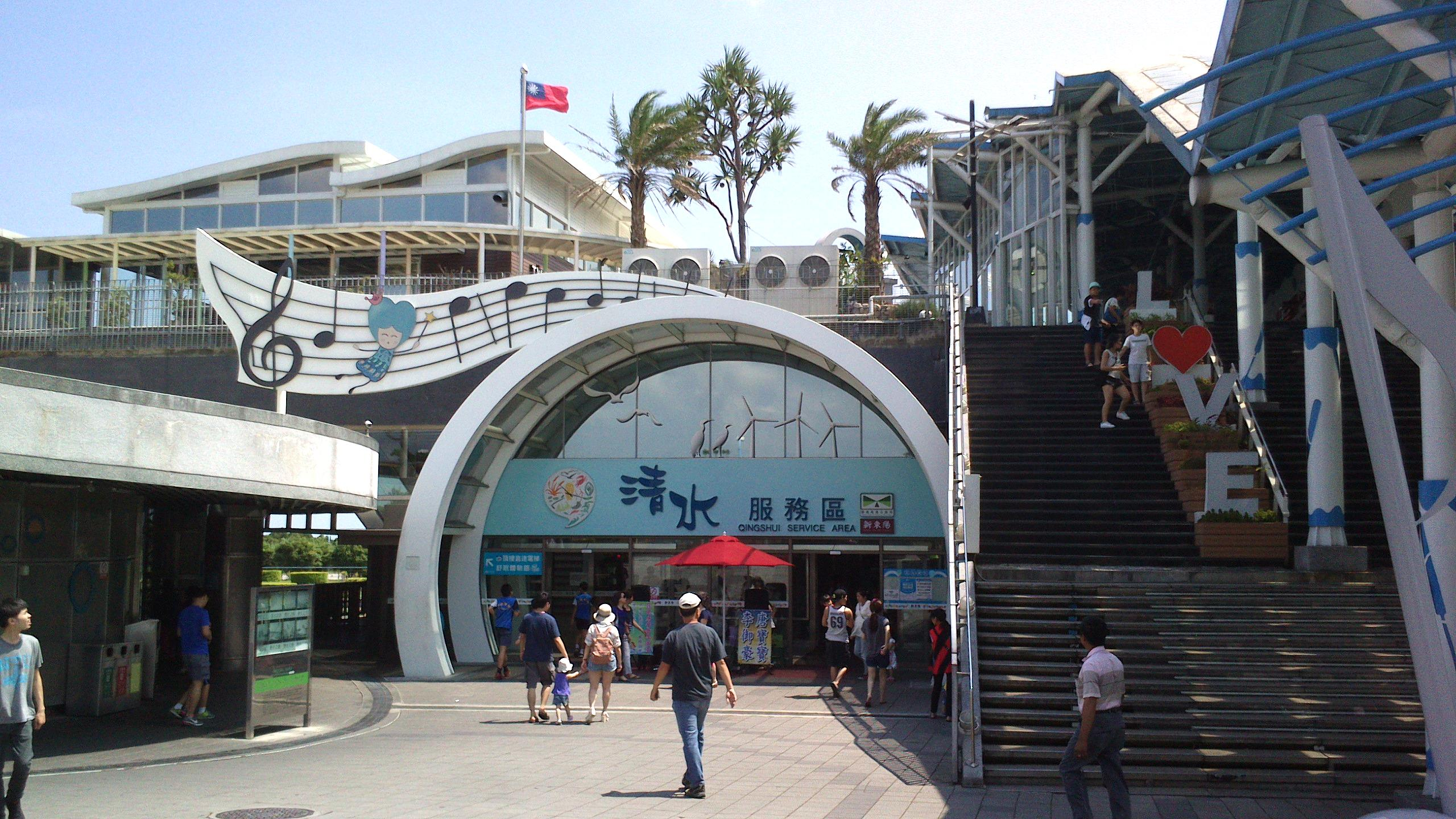
清水服務區的大門
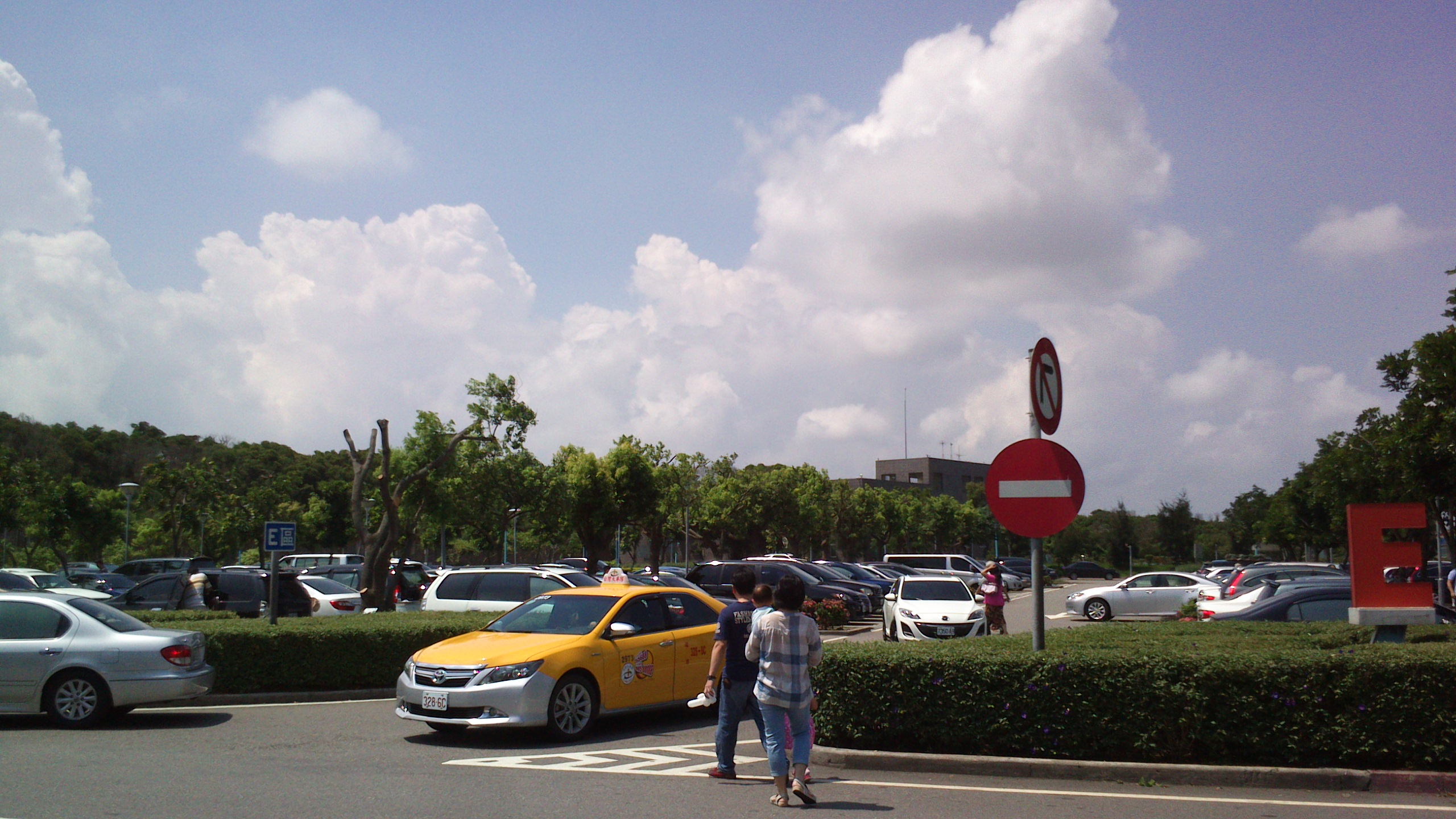
清水服務區停車場
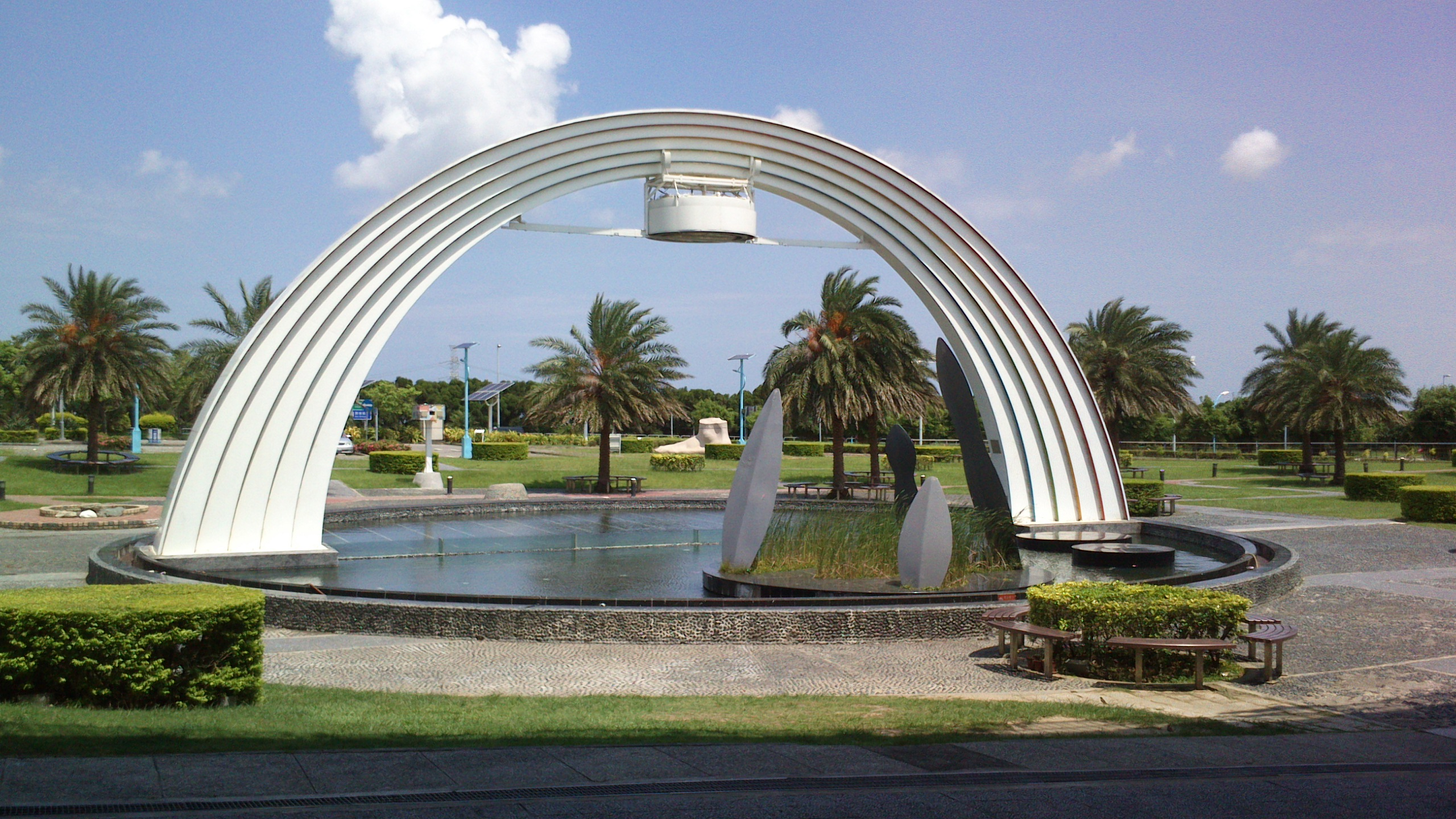
清水服務區的雕塑
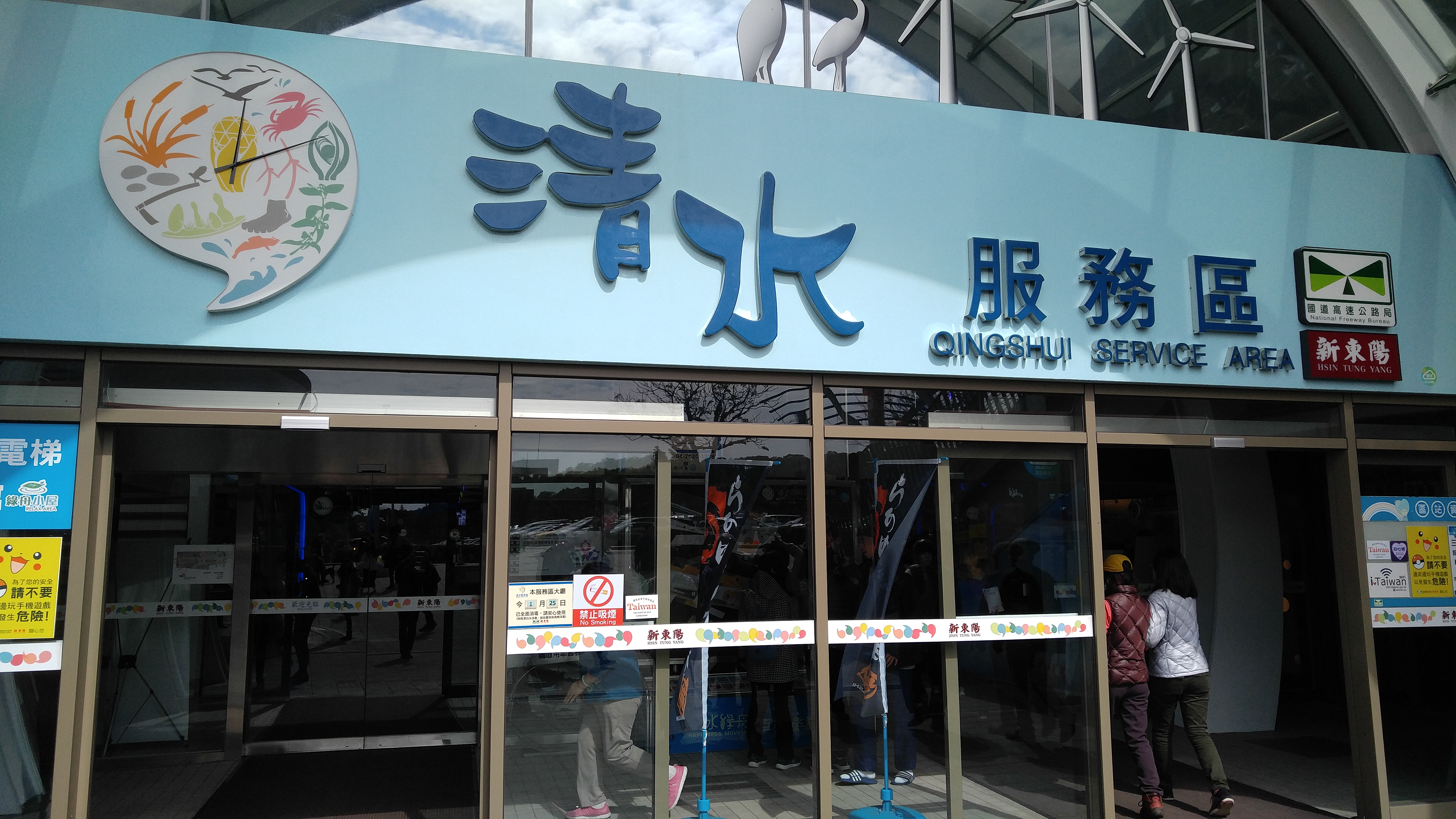
清水服務區的大廳入口
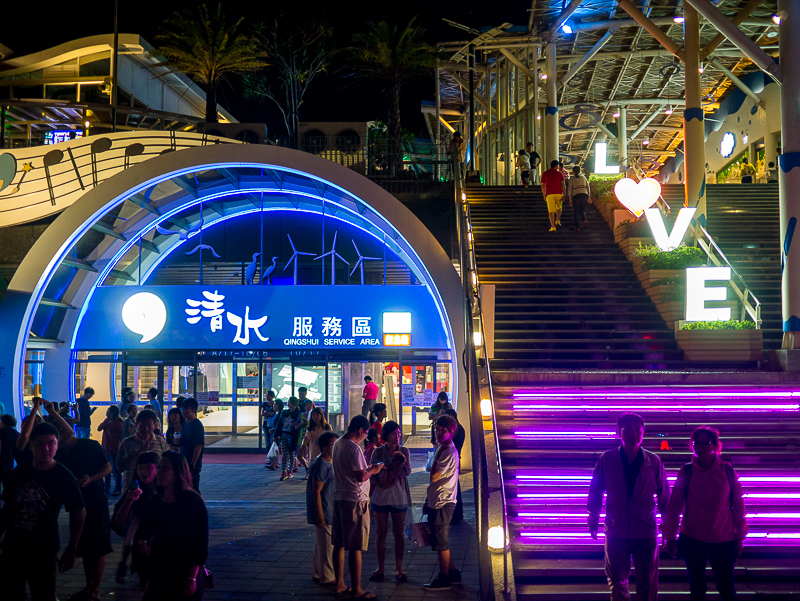
清水服務區的大門夜景
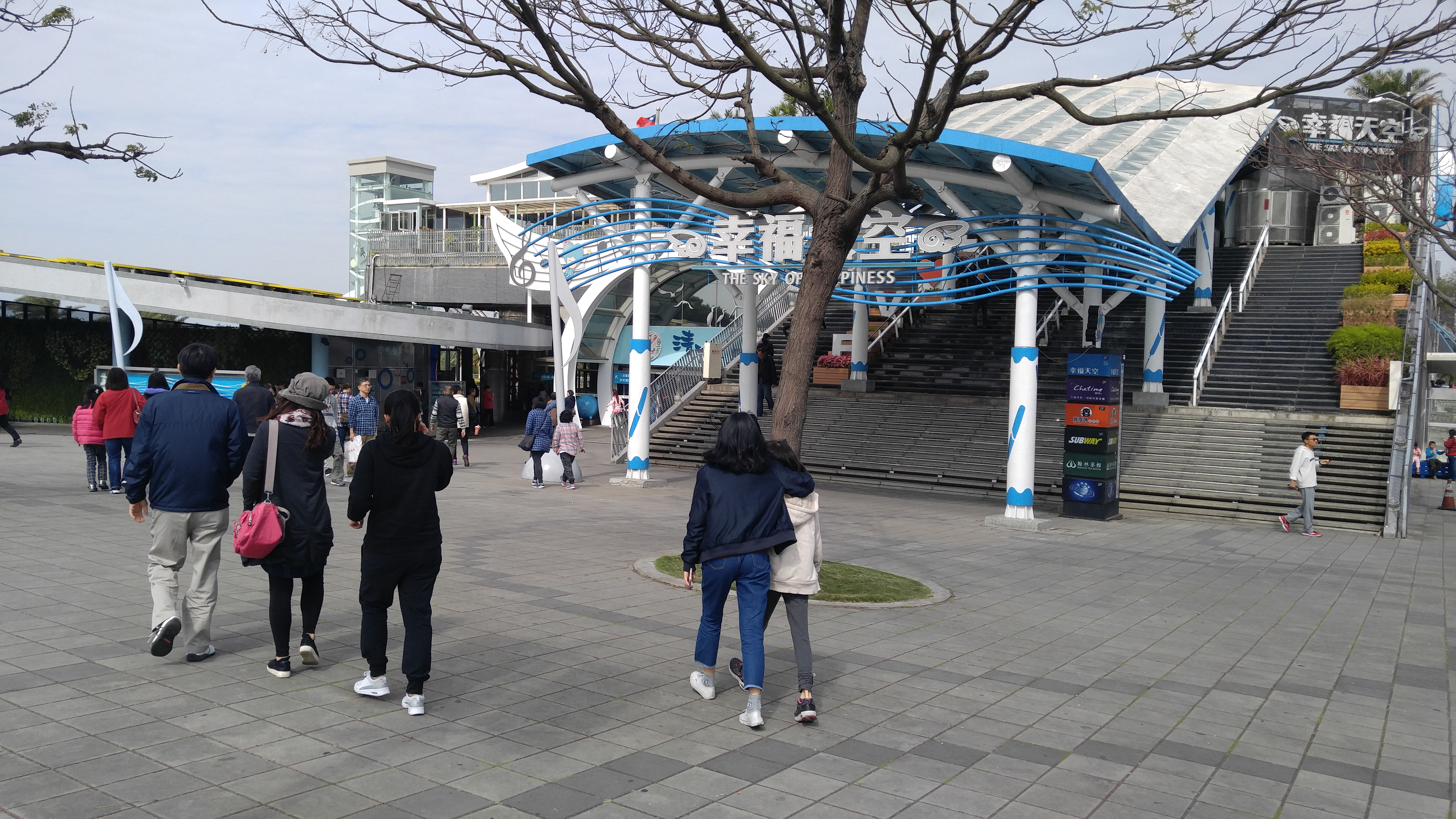
清水服務區的幸福天空

- 服務台服務項目：

1. 代售電話卡
2. 影印、傳真
3. 交通路況查詢
4. 接受旅客申訴
5. 兌換零錢、廣播詢人
6. 外用急救箱、針線包補充管理
7. 嬰育兒、成人紙尿片備索

- 穆斯林祈禱室
- 加油站：台灣中油公司營運
- 充電站：

- 支援CCS1及CCS2規格充電樁
- 特斯拉超級充電站

- 清水服務區的大門
- 清水服務區停車場
- 清水服務區的雕塑
- 清水服務區的大廳入口
- 清水服務區的大門夜景
- 清水服務區的幸福天空

## 營業額
以下為清水服務區自2006年以來之年營業額，其中2006年與2007年之年營業額未含營業稅：
|  | 由于技术原因，此旧版图表已停用，並須迁移至新版图表。造成您的不便，我們深表歉意。 |

|  | 由于技术原因，此旧版图表已停用，並須迁移至新版图表。造成您的不便，我們深表歉意。 |

## 姐妹服務區
| 締結時間      | 所在地     | 締結服務區                   |
| ------------- | ---------- | ---------------------------- |
| 2020年1月18日 | 日本靜岡縣 | E1A 新東名高速公路清水停車區 |

## 外部連結
- 中區工程處國道服務區>>清水服務區 （页面存档备份，存于）
- 國道臺中清水服務區休息站－臺中觀光旅遊網 （页面存档备份，存于）
- 國道3號 清水服務區 即時影像 - 高速公路資訊網 （页面存档备份，存于）